# جامعة إيفانو فرانكوفسك الوطنية للنفط والغاز
جامعة إيفانو فرانكوفسك الوطنية للنفط والغاز (بالأوكرانية: Івано-Франківський національний технічний університет нафти і газу) أسست الجامعة عام 1967 في مدينة إيفانو فرانكيفسك أوبلاست، أوكرانيا وتعتمد الجامعة على نضام الفصول الدراسية النظرية والتدريب العملي الميداني وكذلك تتعاون مع الشركات والمنظمات المتخصصة في الصناعات النفطية وتبادل الخبرات
.
.

## الكليات
- كلية النفط والغاز اللوجستية
- هندية أنابيب النفط
- المحاسبة
- كلية الاقتصاد وأدارة الأعمال
- كلية هندسة البيئة
- كلية هندسة الميكانيك
- كلية الجيلوجيا والفحص
- كلية صناعة الغاز والزيت
- كلية الهندسة المعمارية
- كلية الإدارة والتنمية الصناعية
- كلية الاعلام
- كلية السيطرة والقياس
- كلية علوم الحاسوب الالي
- الكلية التحضيرية